# 벚꽃 동산

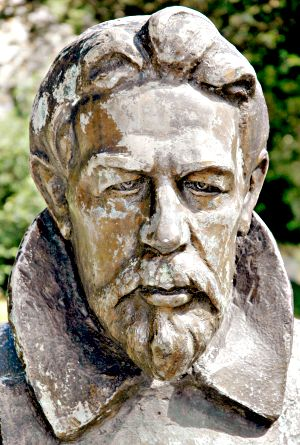
Bust of Anton Chekhov at Badenweiler, Germany

《벚꽃동산》(러시아어: Вишнёвый сад 비시뇨비 사트[*])은 러시아 귀족사회의 몰락을 어느 귀족가문의 몰락을 통해 묘사한 연극이다. 극작가는 안톤 체호프이며, 제목 벚꽃 동산은 몰락한 귀족가문에서 재배하던 벚나무 동산을 말하는데, 후에 동산을 구입한 자본가에 의해서 베어진다.
체호프의 4대 희곡(<갈매기> <바냐 아저씨> <세 자매> <벚나무 동산>)중의 하나로 1904년 모스크바 예술좌에서 초연된 4막극이다. 체호프의 시대는 1860년대의 혁명 운동이 탄압받은 후의 시기이다. 그의 작품이 허무적으로 보여지는 것은 바로 그 시대의 반영(反映)이라 하겠다. 그러나 그는 가까운 장래에 오게 될 미래의 밝은 세계를 그 자신의 피부로 느끼고, 그 작품 가운데에 그러한 세계를 묘사하고 있다. 한국에서는 1934년 12월에 극예술연구회에 의해서 상연되었다. 벚나무 동산 주인 라네프스카야 부인은 5년만에 자신의 영지(領地)로 돌아온다. 그러나 이 벚나무 동산도 경영부진으로 경매에 붙여지게 되었다. 그러나 여주인 라네프스카야는 애당초 가계(家計)에는 관심이 없었다. 그녀의 가족은 여주인의 오빠(가에프)와 두 사람의 처녀(바리야와 아냐)의 네 사람이다. 한때는 급진적인 사회 운동에 참가한 일이 있지만, 지금은 아무것도 하지 않고 당구를 치고있는 가예프, 아직 현실과 부딪히지 않아 세상물정에 밝지는 않지만 미래를 밝게 바라보는 17살 소녀 아냐, 그리고 아냐의 언니이자 라네프스카야의 양딸인 바랴는, 오직 그녀만이 가계(家計)를 담당하여 절약하고 있지만 그것만으로는 어떻게도 될 수 없는 형편이다. 가족 이외의 등장인물 중 한명인 지주 로파힌은 열심히 일을 하여 부자가 되었지만, 아직도 자신은 농노라는 생각을 떨치지 못하고 있다. 그는 벚나무동산이 경매에 넘어가는걸 슬퍼하는 라네프스카야 가족들을 위해 벚나무 동산을 별장지(別莊地)로 팔 것을 권유 하고있지만 라네프스까야는 현실을 직시못하고 로빠힌의 제안을 받아들이지 않는다. 로파힌과 바리야는 서로에게 관심을 보이며 자기 나름의 방식으로 결혼을 기대하고 힘쓰지만, 결국 이루어지지 않는다. 만년 대학생 트로피모프는 아냐를 무척이나 애정있게 생각한다. 그는 밝은 미래를 꿈꾸며 노동을 알지 못하는 인텔리겐차를 격렬히 매도하고 있다. 극중 현(弦)이 끊어지는 뜻한 소리가 들려온다. 하인 피르스는 농노 해방령이 나오기 전에도 이런 소리를 들었다 한다. 하인 피르스는 농노해방이 있고나서도, 자유를 찾지 않고, 가예프 옆에 남아서 노비로써 자신의 의무를 끝까지 지고 있는 노인이다. 이 극 안에는 이들뿐만 아닌 다양한 등장인물들이 나오고, 각각의 캐릭터가 정확하고 사연도 다양하게 나타나고있다. 체호프의 희곡에 특징중 하나이기도 하다. 극안에는 어떤 인물에게도 비중이 치우쳐져 있지 않고 각각의 색깔이 짙게 드러나있다.
1막은 로빠힌과 하녀 두나샤가 라네프스카야네 가족 몇몇이 집으로 돌아오는걸 기다리는 장면으로 극이 시작된다.
라네프스까야와 아냐는 집이 무척이나 그립고 정겨운지 정말 행복해한다. 1막부터 각각의 캐릭터가 진하게 묻어있다. 특별한 사건 없이 각각의 캐릭터 색깔로 대화가 오가며 1막은 끝이나고, 별장이 팔리지 않기를 빌며 1막은 끝이난다.
2막에서도 집안에 하인들의 대화로 극이 시작되는데, 각각의 캐릭터 색깔이 진하게 묻어있다. 이어서 다른 가족들도 등장하고, 2막에서는 본격적으로 라네프스까야에 깊은 사연들이 라네프스까야의 독백으로부터 전달되고있다. 뜨로피모프가 어떤인물이며 어떤 생각을 하는지도 독백으로 전달되고있다. 이들 뿐만아니라, 역시나 각각의 캐릭터의 색깔로 대화가 오고간다. 별장지가 팔려나갈 이 시점에 라네프스까야는 지나가는 행인에게 금화를 주고 마는데, 그런 상황에 바랴는 화가난다. 그렇게 등장인물들은 각각 흩어지게되고, 아냐와 뜨로피모프만 남게된다. 그들을 밝은 미래를 같이 꿈꾼다. 그렇게 2막은 마무리된다.
3막에서는 집안에 파티가 열려 음악과 분주한 분위기로 극이 시작된다. 또한 여기서도 각각의 캐릭터의 색깔이 짙은건 빠지지 않는다. 여기서 라네프스까야의 오빠인 가에프는 별장 경매장에 로빠힌과 함께 떠나 소식이없다. 그런 상황에서 라네프스까야는 초조하게 소식을 기다리고있다. 그런 상황에 뜨로피모프와 라네프스까야는 약간의 갈등이 있다. 이 갈등에서 이들의 사연이 짙게 드러나있다. 그러다가 별장지가 팔렸다는 소식이 들려, 집안이 떠들석해진다. 그리고 바랴와 하인 예삐호도프와의 갈등이 생기는데, 여기서 그들의 성격 또한 짙게 드러난다. 그러다 바랴와 로빠힌이 마주치고, 그들사이에 미묘한 감정선이 흐른다. 그리고 로빠힌이 왔다는 소식에 가족 모두 모인다. 그는 차근차근 경매장의 상황을 설명한다. 그러고는 결국 자신이 벚나무 동산을 샀다며, 기뻐한다. 그런상황에서 각 등장인물들이 느끼는 감정이 달라, 묘한 상황이 이루어진다. 그리고 모두 홀을 떠난 이자리에 라네프스까야만 남아 울고있다. 그런상황에 딸 아냐는 엄마를 위로하며 밝은 미래를 얘기하고, 그렇게 3막은 마무리된다.
4막에서는 라네프스까야의 가족들과 하인들이 모두 떠날 준비를 하고 있는 장면으로 막이 시작된다. 라네프스까야와 가예프 남매는 저택을 바라보며 미련을 보리지 못하고 못떠난다. 그러나 그들은 마음이 가벼워진듯, 벚나무동산이 팔리기 전보다 되려 신경이 안정된 모습이라며 서로를 다독인다. 그리고 로빠힌과 바랴는 마지막으로 서로 묘한 감정과 함께 대화를 하게 되는데, 결국 이 대화마져 애매하게 끝나 결국 서로 함께하지못하고
각자의 갈길을 가게된다. 마지막에 노비 피르스만이 이 집에 남아 어디로 향하지 못하고 이집에 남게되어 죽음을 맞이한다. 이렇게 극은 마무리된다.